# 东平公冉子祠碑记
东平公冉子祠碑记，是位于中国山东省泰安市东平县老湖镇西村的明代石刻，1986年入选东平县第二批文物保护单位。
东平公冉子祠碑记位于当地冉子祠内，共两通，碑文记载冉子生平政绩及冉子祠的建造沿革和重修历史，均为阴刻楷书，其中一通刻制于明朝嘉靖二年（1550年），另一通无刻碑时间，碑记后被移至东平县文物管理所。